# Акварика дел Капо
Акварика дел Капо (итал. Acquarica del Capo) је насеље у Италији у округу Лече, региону Апулија.
Према процени из 2011. у насељу је живело 4813 становника. Насеље се налази на надморској висини од 114 м.

## Географија
| Клима (Акварика дел Капо)  | Клима (Акварика дел Капо) | Клима (Акварика дел Капо) | Клима (Акварика дел Капо) | Клима (Акварика дел Капо) | Клима (Акварика дел Капо) | Клима (Акварика дел Капо) | Клима (Акварика дел Капо) | Клима (Акварика дел Капо) | Клима (Акварика дел Капо) | Клима (Акварика дел Капо) | Клима (Акварика дел Капо) | Клима (Акварика дел Капо) | Клима (Акварика дел Капо) |
| Показатељ \ Месец          | .Јан.                     | .Феб.                     | .Мар.                     | .Апр.                     | .Мај.                     | .Јун.                     | .Јул.                     | .Авг.                     | .Сеп.                     | .Окт.                     | .Нов.                     | .Дец.                     | .Год.                     |
| -------------------------- | ------------------------- | ------------------------- | ------------------------- | ------------------------- | ------------------------- | ------------------------- | ------------------------- | ------------------------- | ------------------------- | ------------------------- | ------------------------- | ------------------------- | ------------------------- |
| Средњи максимум, °C (°F)   | 12,4 (54,3)               | 13,0 (55,4)               | 14,8 (58,6)               | 18,1 (64,6)               | 22,6 (72,7)               | 27,0 (80,6)               | 29,8 (85,6)               | 30,0 (86)                 | 26,4 (79,5)               | 21,7 (71,1)               | 17,4 (63,3)               | 14,1 (57,4)               | 30 (86)                   |
| Средњи минимум, °C (°F)    | 5,6 (42,1)                | 5,8 (42,4)                | 7,3 (45,1)                | 9,6 (49,3)                | 13,3 (55,9)               | 17,2 (63)                 | 19,8 (67,6)               | 20,1 (68,2)               | 17,4 (63,3)               | 13,7 (56,7)               | 10,1 (50,2)               | 7,3 (45,1)                | 5,6 (42,1)                |
| Количина падавина, mm (in) | 80 (31,5)                 | 60 (23,6)                 | 70 (27,6)                 | 40 (15,7)                 | 29 (11,4)                 | 21 (8,3)                  | 14 (5,5)                  | 21 (8,3)                  | 53 (20,9)                 | 96 (37,8)                 | 109 (42,9)                | 83 (32,7)                 | 676 (266,2)               |
| [ тражи се извор ]         |                           |                           |                           |                           |                           |                           |                           |                           |                           |                           |                           |                           |                           |

## Становништво
Према резултатима пописа становништва 2011. у општини је живело 4.898 становника.
| 1931. | 1936. | 1951. | 1961. | 1971. | 1981. | 1991. | 2001. | 2011. |
| ----- | ----- | ----- | ----- | ----- | ----- | ----- | ----- | ----- |
| 3.073 | 3.209 | 3.742 | 4.114 | 4.329 | 4.363 | 4.779 | 4.734 | 4.898 |